# Nm (Unix)
El comando nm, presente en las últimas versiones de  Unix y  sistemas operativos similares, se usa como ayuda en la depuración al examinar ficheros binarios, incluyendo bibliotecas, módulos objeto y ejecutables. 
Su salida muestra la tabla de símbolos, concretamente una línea por cada símbolo que se encuentre en la biblioteca o archivo objeto especificado. De cada símbolo  especifica su tamaño en bytes, el tipo de objeto, su ámbito y su nombre.